# جامع ابن عثمان (غزة)

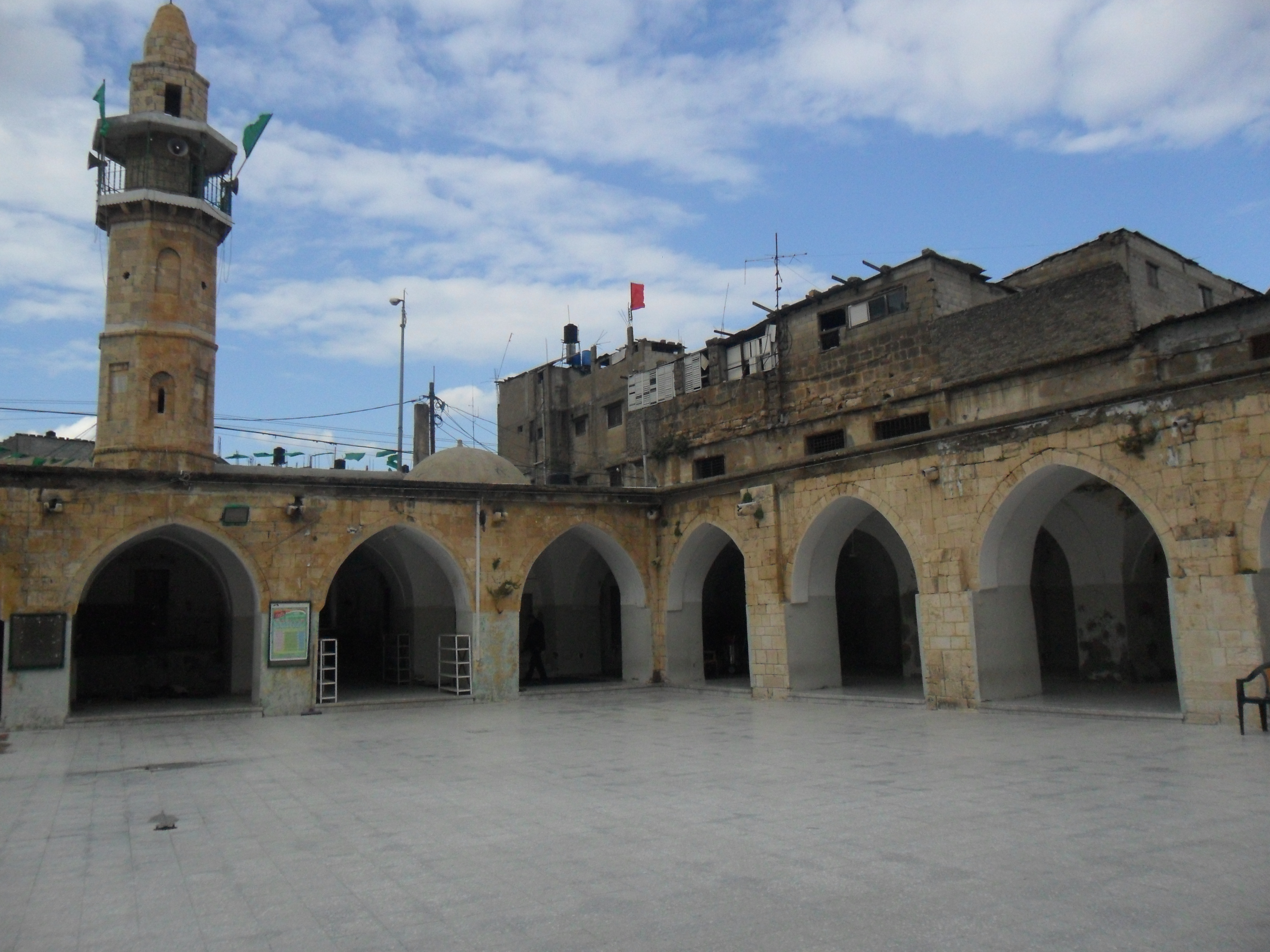
مسجد ابن عثمان في غزة

جامع ابن عثمان يقع في حي الشجاعية في مدينة غزة جنوب فلسطين، يُعدّ من أقدم المساجد في المدينة، حيث يعود تاريخ الجزء الأقدم من المسجد إلى سنة (802هـ/1400م)، وذلك وفقاً للنقوش الموجودة فوق المدخل الجنوبي له، وهو ثاني أكبر المساجد الأثرية في قطاع غزة بعد المسجد العمري "الكبير" والواقع في حي الدرج وسط المدينة، يعتبر جامع ابن عثمان نموذج رائع للعمارة المملوكية بعناصرها المعمارية والزخرفية. تبلغ مساحة المسجد 2000 متر مربع، منها 400 متر مربع هي مساحة ساحته الرئيسية، وله بوابتان غريبتان.

## سبب التسمية
سُمي الجامع بهذا الإسم نسبة إلى شهاب الدين بن عثمان وهو أحد علماء الدين في مدينة غزة، والذي يعود أصله إلى مدينة نابلس شمال الضفة الغربية، مشيرة إلى أن ابن عثمان قام بتشييد هذا المسجد في غزة على غرار مسجد مشابه له تم بناؤه في مدينة الخليل جنوب الضفة الغربية للدلالة على ترابط المدن الفلسطينية بعضها ببعض والذي يعتبر أقدم مساجد مدينة الخليل بعد الحرم الإبراهيمي هناك.

## العدوان الإسرائيلي على جامع ابن عثمان
اطلقت طائرات الاحتلال الحربية يوم الأربعاء 3/يوليو/2024 عدة صواريخ على المسجد ما أدى إلى تدميره. لم تكن المرة الأولى التي يتعرض فيها المسجد للإعتداء والهدم، إذ سبق وتضرر خلال المواجهات مع قوات الاحتلال إبّان انتفاضة الحجارة. 

## العمارة
يتبع مسجد ابن عثمان النمط التقليدي للمساجد في العصر المملوكي حيث يقع في وسط الجامع فناء تبلغ أبعاده حوالي 30.8 مترًا في 27.9 مترًا، تحيط به أروقة من الجهات الأربعة. يحتوي على مدخلين يقعان في الواجهة الغربية، بينهما ترتفع المئذنة التي تتكون من قاعدة وعمود مثمن الشكل مكوّن من طابقين ومعرض. خلف الواجهة توجد ثلاث غرف، إحداها تضم قبر الأمير يلخوجة الناصري، بينما الغرفتين تؤديان وظائف خدمية مختلفة. تنقسم الأروقة المحيطة بالفناء إلى قسمين يفصل بينهما صفوف من الأعمدة وتغطى جميعها بقبوات متقاطعة. أما الرواق المقابل لجدار القبلة فقد بُني على الطراز الأصلي للاتجاه نحو الكعبة. تضم الأروقة الشمالية والجنوبية أقواسًا مدببة تستند إلى أعمدة مربعة الشكل.